# Edifício Centro Candido Mendes
O Edifício Centro Candido Mendes é o terceiro edifício mais alto da cidade do Rio de Janeiro e o décimo quarto mais alto do Brasil. Com 140 metros de altura e quarenta e dois andares, foi inaugurado em 1978.

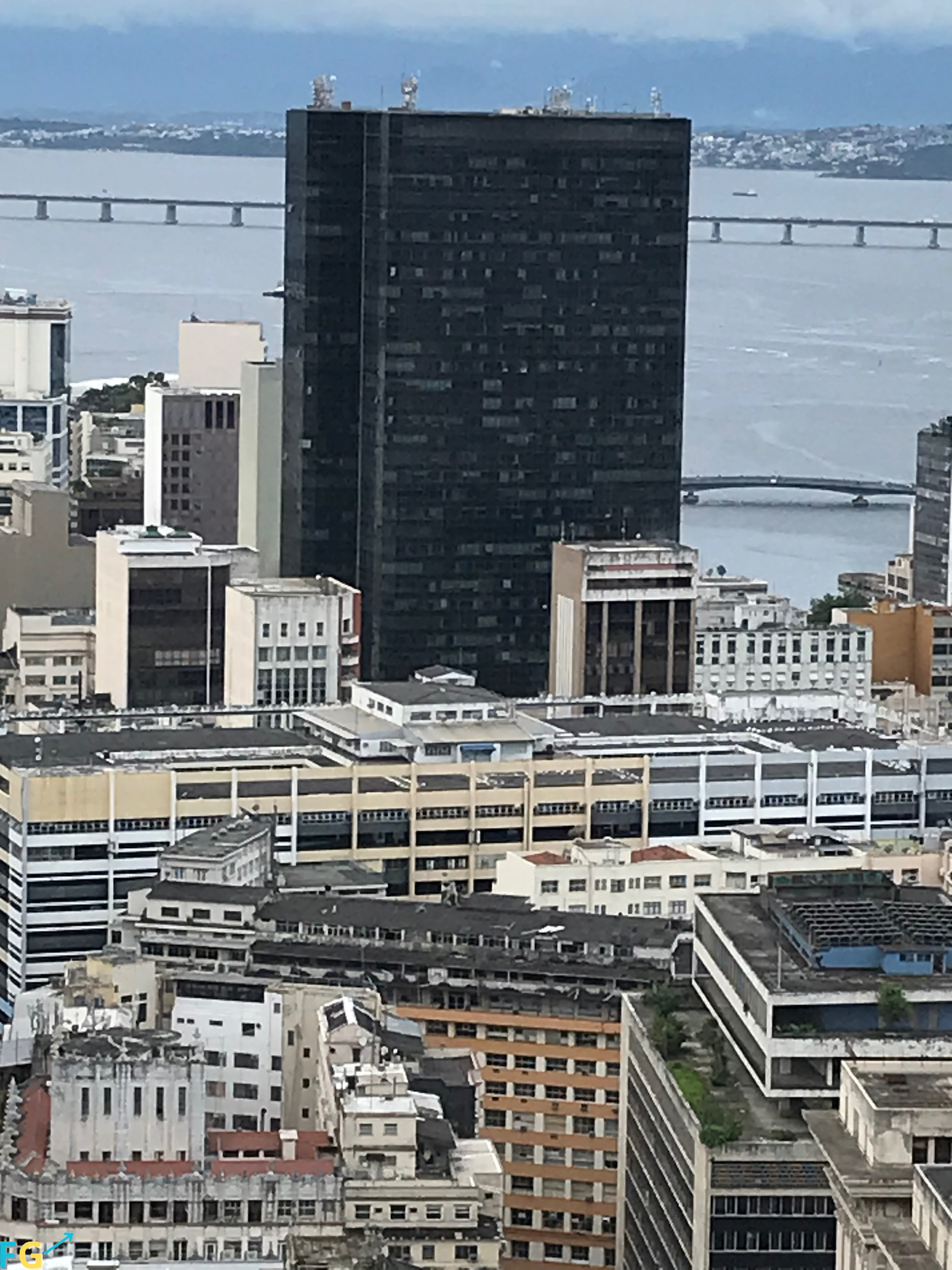
Edifício Centro Cândido Mendes visto do Edifício Santos Dumont

Estão atualmente situados no edifício: Universidade Candido Mendes (UCAM), Amil Assistencia Médica, Sindicato Nacional das Indústrias de Cimento, MGF Group, FETRANSPOR, Serasa Experian, Comitê Olímpico Brasileiro e Bulhões Pereira Bulhões Carvalho Advogados, bem como consultórios médicos de diversas especialidades, agências dos Bancos Santander e Bradesco, entre outros.